# Miserium
A Miserium egy budapesti székhelyű  progresszív metal zenekar.

## Története
A zenekart Iványi Álmos alapította, mely hosszas tagkeresés és csere után 2009 januárjában nyerte el működőképes formáját a jelenlegi tagokkal. Szabolcs gitár, Álmos tuba, Péter ütőhangszer szakon diplomázott a Zeneakadémián. Zsolt zeneművészeti szakközépiskolát végzett. Az együttes tagjai más helyen, más műfajban is részt vesznek a magyar zenei életben – legyen szó alternatív értelmiségi punk rock zenéről (Szabadtéri 4akkordos Performansz), experimentális rockról (Kassandra), jazzről (Ratty Jazz Band),  musicalekről vagy komolyzenei előadásokról (Nemzeti Filharmonikus Zenekar, Zuglói Filharmónia, Gödöllői Szimfonikus Zenekar).
2019-ben feloszlottak.

## Stílusa
A zenekar saját szavai szerint:
"A Miserium sötét tónusú progresszív metalt játszik, Göteborg-i death metallal, néhol southern hard rockkal, kevéske funky-val, barokk zenével vagy épp reggae-vel fűszerezve – mindezt egy egyedi zenei kifejezésmód, valamint a szövegek értelmezhetőségének elősegítése érdekében."

## Tagok
Jelenlegi felállás
- Iványi Álmos – dalszerző, gitár, ének, billentyűk (2007-2019)
- Tari Szabolcs – dalszerző, szövegíró, gitár, ének (2008-2019)
- Renge Zsolt – basszusgitár (2007-2019)
- Tóth Péter – dob (2009-2019)

Korábbi tagok
- Scheich Dávid – ének (2012)
- Tóth Márton – billentyű (2008)
- Olt Ákos – gitár (2007-2008)
- Ilyés Róbert Leó – ének (2007-2008)
- Pázmándi Soma – dob (2007-2008)
- Nagy István – billentyű (2007)

Színpadi közreműködők
- Haraszti Dávid (2015-2019)
- Olt Ákos – gitár (2013-2019)
- Horváth Attila (2013-2019)
- Bodor Máté (2013-2019)

## Diszkográfia
| Kiadvány címe   | Kiadvány típusa | Megjelenés ideje | Formátum       | Kiadó                  |
| --------------- | --------------- | ---------------- | -------------- | ---------------------- |
| Return to Grace | LP              | 2013             | CD / digitális | Nail Records           |
| Wireless I      | EP              | 2014             | CD / digitális | Szerzői / Nail Records |
| Ascension       | LP              | 2017             | CD / digitális | Nail Records           |

## További információ
- Miserium